# Astata
Astata (лат.) — род песочных ос (Crabronidae) из подсемейства Astatinae. Встречаются повсеместно, кроме Австралии. Известно около 80 видов.

## Описание
Охотятся на клопов, главным образом из семейства Pentatomidae. Глаза у самцов сверху соприкасаются. Передние крылья с длинной маргинальной ячейкой. Гнёзда в плотном грунте, многоячейковые. Брюшко отчасти красное, остальное тело — чёрное. Длина около 1 см.

## Систематика и распространение
Около 80 видов. 17 видов встречается в Неотропике (включая Мексику), 13 видов в Неарктическом регионе (Америка к северу от Мексики), 11 видов в Эфиопском регионе, семь видов в Юго-Восточной Азии и три вида на Мадагаскаре. В Европе найдено 17 видов, в Казахстане — 10 видов, в Иране — 14 видов. Для СССР указывалось 13 видов.
В Палеарктике 35 видов, в России 11 видов.
- Astata affinis Vander Linden, 1829
- Astata albovillosa  Cameron, 1890
- Astata alpaca  F. Parker, 1968
- Astata alpestris  Cameron, 1890
- Astata apostata Mercet, 1910
- Astata aschabadensis  Radoszkowski, 1893
- Astata australasiae  Shuckard, 1838
- Astata bakeri  F. Parker, 1962
- Astata bechteli  F. Parker, 1962
- Astata bicolor  Say, 1823
- Astata bigeloviae  Cockerell in Cockerell & W. Fox, 1897
- Astata blanda  de Saussure, 1892
- Astata boharti  F. Parker, 1962
- Astata bola  F. Parker, 1968
- Astata boops (Schrank), 1781 typus (=Sphex boops Schrank, 1781)
- Astata brevitarsis Pulawski, 1958[12]
- Astata cobosi Giner Mari, 1946
- Astata costae A.Costa, 1867
- Astata enslini Maidl, 1924
- Astata flavipennis (R. Turner, 1917b)
- Astata gallica Beaumont, 1942
- Astata gracilicornis Arnold, 1924
- Astata graeca Beaumont, 1947
- Astata jucunda Pulawski, 1959[13]
- Astata kashmirensis Nurse, 1909
- Astata ljubomirovi Jacobs et al., 2023[9]
- Astata lubricata Nurse, 1903
- Astata lusitanica Pulawski, 1974
- Astata maculata Radoszkowski, 1877
- Astata melanaria Cameron, 1905
- Astata miegii Dufour, 1861
- Astata minor Kohl, 1885
- Astata namibiensis Jacobs, 2023[4]
- Astata obscura Arnold, 1932
- Astata pontica Pulawski, 1958
- Astata quettae Nurse, 1909
- Astata rubriventris Jacobs et al., 2023[9]
- Astata ruficaudata (R. Turner, 1917a)
- Astata rufipes Mocsary, 1883
- Astata rufitarsis F. Smith, 1856
- Astata rufoatra Jacobs, 2023[4]
- Astata rugifrons Arnold, 1946
- Astata sabulosa Gussakovskij, 1927
- Astata sicula Kohl, 1884
- Astata spinolae  de Saussure, 1854
- Astata stangei  F. Parker, 1964
- Astata stevensoni  Arnold, 1924
- Astata tarda  Cameron, 1897
- Astata trochanterica  de Beaumont, 1953
- Astata tropicalis  Arnold, 1924
- Astata tropicana Jacobs, 2023[4]
- Astata unicolor  Say, 1824
- Astata vaquero  F. Parker, 1967
- Astata westcotti  F. Parker, 1964
- Astata williamsi  F. Parker, 1962
- другие